# Navrongo
Navrongo là một thị trấn thuộc vùng Thượng Đông, Ghana, nằm gần biên giới với Burkina Faso. Theo thống kê năm 2012, dân số thị trấn là 27.306 người.

## Khí hậu
| Dữ liệu khí hậu của Navrongo                         | Dữ liệu khí hậu của Navrongo | Dữ liệu khí hậu của Navrongo | Dữ liệu khí hậu của Navrongo | Dữ liệu khí hậu của Navrongo | Dữ liệu khí hậu của Navrongo | Dữ liệu khí hậu của Navrongo | Dữ liệu khí hậu của Navrongo | Dữ liệu khí hậu của Navrongo | Dữ liệu khí hậu của Navrongo | Dữ liệu khí hậu của Navrongo | Dữ liệu khí hậu của Navrongo | Dữ liệu khí hậu của Navrongo | Dữ liệu khí hậu của Navrongo |
| Tháng                                                | 1                            | 2                            | 3                            | 4                            | 5                            | 6                            | 7                            | 8                            | 9                            | 10                           | 11                           | 12                           | Năm                          |
| ---------------------------------------------------- | ---------------------------- | ---------------------------- | ---------------------------- | ---------------------------- | ---------------------------- | ---------------------------- | ---------------------------- | ---------------------------- | ---------------------------- | ---------------------------- | ---------------------------- | ---------------------------- | ---------------------------- |
| Cao kỉ lục °C (°F)                                   | 40.6 (105.1)                 | 41.7 (107.1)                 | 42.2 (108.0)                 | 42.8 (109.0)                 | 42.2 (108.0)                 | 38.3 (100.9)                 | 35.0 (95.0)                  | 32.8 (91.0)                  | 34.4 (93.9)                  | 37.8 (100.0)                 | 38.3 (100.9)                 | 38.3 (100.9)                 | 42.8 (109.0)                 |
| Trung bình ngày tối đa °C (°F)                       | 35.6 (96.1)                  | 37.2 (99.0)                  | 38.9 (102.0)                 | 38.3 (100.9)                 | 36.1 (97.0)                  | 32.8 (91.0)                  | 30.6 (87.1)                  | 29.4 (84.9)                  | 30.6 (87.1)                  | 33.3 (91.9)                  | 36.1 (97.0)                  | 35.0 (95.0)                  | 34.5 (94.1)                  |
| Trung bình ngày °C (°F)                              | 27.5 (81.5)                  | 29.7 (85.5)                  | 31.7 (89.1)                  | 32.0 (89.6)                  | 30.6 (87.1)                  | 28.1 (82.6)                  | 26.4 (79.5)                  | 25.8 (78.4)                  | 26.1 (79.0)                  | 27.5 (81.5)                  | 28.1 (82.6)                  | 26.7 (80.1)                  | 28.4 (83.1)                  |
| Tối thiểu trung bình ngày °C (°F)                    | 19.4 (66.9)                  | 22.2 (72.0)                  | 24.4 (75.9)                  | 25.6 (78.1)                  | 25.0 (77.0)                  | 23.3 (73.9)                  | 22.2 (72.0)                  | 22.2 (72.0)                  | 21.7 (71.1)                  | 21.7 (71.1)                  | 20.0 (68.0)                  | 18.3 (64.9)                  | 22.2 (72.0)                  |
| Thấp kỉ lục °C (°F)                                  | 12.8 (55.0)                  | 16.1 (61.0)                  | 18.3 (64.9)                  | 20.0 (68.0)                  | 18.9 (66.0)                  | 19.4 (66.9)                  | 19.4 (66.9)                  | 19.4 (66.9)                  | 17.8 (64.0)                  | 19.4 (66.9)                  | 16.1 (61.0)                  | 13.3 (55.9)                  | 12.8 (55.0)                  |
| Lượng mưa trung bình mm (inches)                     | 0.5 (0.02)                   | 5.6 (0.22)                   | 15.5 (0.61)                  | 48.5 (1.91)                  | 111.5 (4.39)                 | 144.3 (5.68)                 | 200.9 (7.91)                 | 263.4 (10.37)                | 228.6 (9.00)                 | 67.6 (2.66)                  | 6.1 (0.24)                   | 1.3 (0.05)                   | 1.093,8 (43.06)              |
| Nguồn: Sistema de Clasificación Bioclimática Mundial |                              |                              |                              |                              |                              |                              |                              |                              |                              |                              |                              |                              |                              |

## Kinh tế
Navrongo có một khu chợ lớn. Người dân thị trấn chủ yếu chăn nuôi gia súc, đồng thời trồng kê, lạc và ngô.

## Giao thông
Navrongo nằm trên tuyến quốc lộ số 10, nối liền với thủ phủ vùng Thượng Đông là Bolgatanga. Thị trấn cũng có một sân bay.